# Finançament dels territoris autònoms
El finançament dels territoris autònoms consisteix en les tècniques emprades per a finançar els territoris amb autonomia, com són els estats federals i els estats regionals.

## Autonomia financera
L'autonomia financera és un requisit necessari perquè un territori tinga una autonomia vertadera per a exercir les seues competències.
La qüestió de l'autonomia financera és debatuda entre si és suficient que l'administració compte simplement amb els recursos financers independentment de la seua procedència o si la pròpia administració ha de comptar amb poder de decisió respecte les fonts de finançament.
Els autors que han parlat vers la qüestió s'agrupen en tres posicions: la primera, demana potestat plena normativa per a establir les fonts de finançament perquè siga una vertadera autonomia financera; el segon grup d'autors considera que mentre tinguen suficients recursos financers independentment de la potestat normativa l'autonomia financera és vertadera; i la tercera posició considera que l'autonomia financera solament ha de limitar-se a la capacitat de despesa, no d'ingressos.
Les posicions sobre l'autonomia financera han evolucionat segons han evolucionat els sistemes federals passant des dels clàssics (separació de responsabilitat financera de cada instància de poder) als contemporanis (interrelació financera paral·lela a l'interrelació de les competències).
Els sistemes de finançament es poden considerar en dos extrems: un sistema de finançament de separació pura, on cada instància de poder té els seus propis ingressos i despeses, i l'altre sistema en el qual el poder tributari i recaptatori està en mans d'un poder central que després finança els territoris autònoms. Entre aquests extrems estaria el sistema mixt.
Altra manera de classificar els sistemes de finançament, la de G. Jeze, és la següent:
- El dret de crear impostos està reservat als estats membres, mentre la federació reclama soles una participació d'aquestos.
- Els poders per a establir maneres de recaptació són concurrents.[3]
- Hi ha poders tributaris generals reconeguts a ambdues instàncies de poder però els camps d'execució estan delimitats.
- Una mescla dels tipus anteriors de sistema.[4]

Ritschl diferència sistemes de recàrrecs, de comunitat d'impostos, de participació per quotes i de transferències financeres.

## Tributs
Els tributs poden ser propis dels territoris autònoms o no. El primer cas era el mètode emprat als sistemes federals clàssics, avui en dia poc utilitzat.
Des de la doctrina s'observa que l'exercici de les potestats tributàries pròpies poden implicar una diferència de la pressió fiscal entre territoris.

## Participació en els ingressos dels poders centrals
Com els tributs propis no solen ser suficients, els distints estats han recorregut a la participació dels territoris autònoms en la participació de la recaptació dels poders centrals. Açò pot implicar una gran capacitat recaptatòria i eficàcia administrativa i alhora pot implicar un afebliment de l'autonomia financera.

## Anivellament financer
És comú trobar en els sistemes de finançament dels territoris autònoms mecanismes d'anivellament perquè no hi haja una diferència a l'hora de prestar serveis públics en relació al nivell de renta i riquesa entre els territoris. Aquests mecanismes solen ser subvencions.